# Nella Foresta nera
Nella Foresta nera, ou Dans la forêt noire, est une œuvre symphonique du compositeur italien Alberto Franchetti écrite en 1900.

## Contexte et création
C'est un paysage de son pays d'adoption, la Forêt-Noire, qui a inspiré Nella Foresta nera (« Dans la Forêt Noire »), sous-titré par le compositeur « Impressione Sinfonica » (« Impression symphonique »). Créée en 1900, c'est une œuvre courte dans laquelle des impressions inspirées par le monde naturel sont rassemblées en un paisible poème symphonique. Les mélanges de tonalités et de couleurs harmoniques sont peut-être la caractéristique stylistique la plus évidente. Étant donné le titre, on est certainement tenté d'associer des images particulières à certains moments de la partition : l'entrée des cors, par exemple, semble suggérer les profondeurs mystérieuses de la forêt, et les flonflons du piccolo pourraient être des chants d'oiseaux ; l'atmosphère générale de l'œuvre importe cependant plus que tout effet stylistique individuel.